# Charles-Joseph Traviès
Charles-Joseph Traviès, (1804–1859) var en schweiziskfödd fransk konstnär i den realistiska skolan, en av de mer psykologiskt inriktade. Han är känd för sina karikatyrer i La Caricature och Le Charivari.